# Robert Burks
Robert Burks, A.S.C. (4 de juiol de 1909 - 11 de maig de 1968) va ser un director de fotografia estatunidenc, conegut pel seu treball en cinema tant en blanc i negre com en color, que ha col·laborat amb grans directors, principalment amb Alfred Hitchcock. Va morir en un incendi a casa seva a Newport Beach amb la seva esposa.

## Filmografia

### Filmografia com a fotògraf d'efectes
- Marked Woman, 1937
- Brother Orchid, 1940
- A Dispatch from Reuters, 1940
- La passió cega (They Drive by Night), 1940
- The Story of Dr. Ehrlich's Magic Bullet, 1940
- King's Row, 1941
- Highway West, 1941
- In This Our Life, 1942
- Arsenic and Old Lace, 1944
- Pride of the Marines, 1945
- God Is My Co-Pilot, 1945
- Night and Day, 1946
- The Verdict, 1946
- Les dues senyores Carroll (The Two Mrs. Carrolls), 1947
- My Wild Irish Rose, 1947
- Amor que mata (Possessed), 1947
- The Unfaithful, 1947
- Cry Wolf, 1947
- The Unsuspected, 1947
- The Woman in White, 1948
- Cayo Largo (Key Largo), 1948
- Romance on the High Seas, 1948
- Smart Girls Don't Talk, 1948
- John Loves Mary, 1949
- The Younger Brothers, 1949
- The Miracle of Our Lady of Fatima, 1952

### Filmografia com a director de fotografia:[3]
- Jammin' the Blues, 1944
- Make Your Own Bed, 1944
- Escape in the Desert, 1945
- Hitler Lives!, 1945
- Star in the Night, 1945
- To the Victor, 1948
- A Kiss in the Dark, 1948
- Task Force, 1949
- The Fountainhead, 1949
- Beyond the Forest, 1949
- The Glass Menagerie, 1950
- Room for One More, 1951
- Close to My Heart, 1951
- The Enforcer, 1951
- Estranys en un tren (Strangers on a Train), 1951
- Tomorrow is Another Day, 1951
- Come Fill the Cup, 1951
- Mara Maru, 1952
- I Confess, 1952
- The Desert Song, 1953
- Hondo, 1953
- The Boy from Oklahoma, 1953
- So This Is Love, 1953
- Crim perfecte (Dial M for Murder), 1954
- La finestra indiscreta (Rear Window), 1954
- To Catch a Thief, 1955
- Però, qui ha mort en Harry? (The Trouble with Harry), 1955
- L'home que sabia massa (The Man Who Knew Too Much), 1956
- The Vagabond King, 1956
- Fals culpable (The Wrong Man), 1957
- The Spirit of St. Louis, 1957
- Vertigen (D'entre els morts) (Vertigo), 1958
- The Black Orchid, 1958
- Perseguit per la mort (North by Northwest), 1959
- But Not for Me, 1959
- Perduts a la gran ciutat (The Rat Race), 1960
- The Great Imposter, 1960
- The Pleasure of His Company, 1961
- The Music Man, 1962
- Els ocells (The Birds), 1963
- Marnie, 1964
- Once a Thief, 1965
- A Patch of Blue, 1965
- A Covenant with Death, 1966
- L'oest boig (Waterhole No. 3), 1967

## Premis de l'Acadèmia[3][4]
- Nominat - Millor fotografia en blanc i negre Strangers on a Train 1951
- Nominat - Millor fotografia en color Rear Window 1954
- Guanyador - Millor fotografia en color To Catch a Thief 1955
- Nominat - Millor fotografia en blanc i negre A Patch of Blue 1965